# Monandrae
Monandrae is een voormalige onderfamilie van de orchideeënfamilie, waarin alle orchideeën met bloemen met slechts één helmhokje (μόνος, monos = alleen, ἀνήρ, anēr = man) werden opgenomen. Dit in tegenstelling tot de Diandrae, de orchideeën met twee of drie helmhokjes.
In de hedendaagse taxonomie zijn de orchideeën opgesplitst in vijf onderfamilies. De benaming Monandrae wordt soms nog gebruikt om de drie onderfamilies Vanilloideae, Epidendroideae en Orchidoideae, alle met slechts één helmhokje, aan te duiden.